# Кохима
Кохи́ма (хинди कोहिमा, англ. Kohima) — административный центр индийского штата Нагаленд, один из трёх городов штата, имеющий собственный муниципалитет.
Население — 78584 человек (2001), 53 % из них — мужчины, 75 % жителей грамотны. Большинство населения принадлежат к народностям Нага, большинство из них — Ангами и Ренгма.
Город располагается на востоке Индии, в межгорной котловине Ассамо-Бирманских гор, недалеко от границы с Мьянмой. Высота над уровнем моря — около 1400 м. Поэтому даже летом в городе жара бывает нечасто. Снегопады и морозы зимой бывают очень редко, в основном — в окружающих горах, зима в основном сухая. Летом осадки обильны, температура днём колеблется в пределах +26 — +32°С.

## История
В 1840-е годы начались попытки британского проникновения в Нагаленд, которые приводили к упорному сопротивлению местного населения. Британцам потребовалось 40 лет для установления своего контроля над сравнительно небольшой территорией. В 1879 году Кохима был выбран англичанами как место расположения администрации округа «Горы Нагов» (англ. Naga Hills District) в составе Ассама.

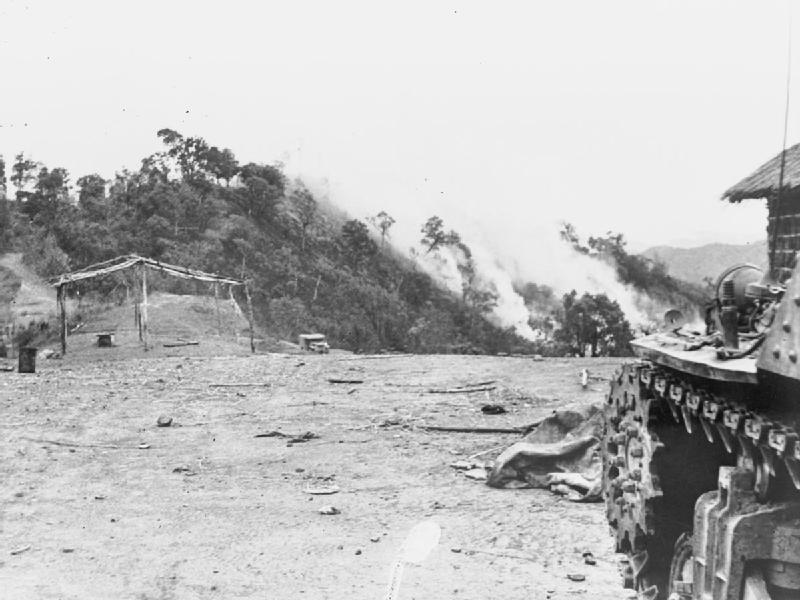
Японская позиция около Кохимы в 1944 году

В 1944 году здесь состоялась Кохимская битва между японскими войсками и британской армией, которая закончилась победой англичан и разгромом японской армии, что остановило её продвижение в Индию, японцы были отброшены назад в Бирму. Из-за огромного значения этой битвы её называют «восточным Сталинградом».
1 декабря 1963 года Кохима была объявлена столицей нового штата Нагаленд.